# Plně bezmasá strava
Plně bezmasá strava je strava tvořená podle výživových směrů, které z jídelníčku zcela vyřazují maso. K pojmu maso se v tomto případě řadí i ostatní jatečné produkty – sádlo, vnitřní orgány (jako játra, srdce, oči, plíce, žaludky, apod.), kosti včetně želatiny, krev, apod. Směrů je velká řada, hlavní z nich v ČR jsou vegetariánství a veganství. Souhrnně se těmto směrům říká vege, veggie, veg, což pak přejímají i např. názvy festivalů (Veggie Parage) nebo značek (VegFood).
Rostlinná strava s omezenou nebo pouze příležitostnou konzumací masa je částečně bezmasá strava.
Některé formy plně bezmasé stravy:
- Vegetariánství ze svého jídelníčku vyřazuje maso.
- Veganství ze svého jídelníčku vyřazuje kromě masa i všechny další živočišné produkty.
- Vitariánství (nebo také Raw strava) je strava založená na syrových či čerstvých bezmasých potravinách, maximálně ohřátých na max 42-45 °C.[1]
- Frutariánství je přísná forma veganství, která ve stravě povoluje pouze (často pouze syrové) plody – části rostlin, které byly rostlině odebrány bez toho, aby byla zraněna – frutariáni tedy mohou konzumovat ovoce, ořechy, některé druhy zeleniny (rajčata, okurky, lilek apod.) a někdy i obiloviny a luštěniny, ale odmítají například listovou zeleninu (například zelí nebo špenát), košťálovou zeleninu (například brokolici), kořenovou zeleninu (například brambory, mrkev nebo zázvor) a cibulovou zeleninu (například cibuli nebo česnek).
- Stravovací veganství (nebo dietní veganství; anglicky dietary veganism) je životní styl, kdy je strava veganská, ale ostatní používání živočišných produktů je povoleno; dietní vegan tedy nekonzumuje žádné živočišné produkty, ale mimo stravování používá živočišné produkty (například vlnu, kašmír, angoru nebo včelí vosk).
- Su vegetariánství je způsob stravování, kdy je vyloučeno maso a jatečné produkty a navíc také aromatická zelenina (česnek, pór, cibule, šalotka, asa foetida apod.).